# Il cofanetto
Il cofanetto è un album compilation cofanetto di Lucio Battisti, composto da 3 CD e uscito il 13 ottobre 2006.

## Il disco
Il cofanetto contiene tutti i 40 brani scritti da Battisti con Pasquale Panella, pubblicati tra il 1986 e il 1994 negli album Don Giovanni, L'apparenza, La sposa occidentale, Cosa succederà alla ragazza ed Hegel, condensati nello spazio di 3 CD.
Anche se la pubblicazione del cofanetto mostrava per la prima volta l'interessamento dei discografici per il periodo meno noto di Battisti, per l'ennesima volta un cofanetto fu oggetto di critiche: qui venne criticata in particolare la totale assenza di inediti, la condensazione di 5 album progettati per essere indipendenti e la mancata rimasterizzazione a 24 bit.
Tra i crediti del cofanetto, per le canzoni in origine pubblicate in Don Giovanni e L'apparenza, i brani vengono attribuiti a Battisti-Panella-Velezia, mentre sugli album originali era riportato solo Battisti-Panella. Tuttora non è ben chiaro se si tratti di un banale errore o se la moglie di Battisti abbia realmente partecipato alla realizzazione di quei brani.
Nel libretto interno ci sono 40 brevi poesie composte appositamente da Pasquale Panella, che fanno da commento alle canzoni.

## Tracce
Tutti i brani sono di Lucio Battisti e Pasquale Panella.
CD 1
1. Le cose che pensano
2. Fatti un pianto
3. Il doppio del gioco
4. Madre pennuta
5. Equivoci amici
6. Don Giovanni
7. Che vita ha fatto
8. Il diluvio
9. A portata di mano
10. Specchi opposti
11. Allontanando
12. L'apparenza
13. Per altri motivi
14. Per nome

CD 2
1. Dalle prime battute
2. Lo scenario
3. Tu non ti pungi più
4. Potrebbe essere sera
5. Timida molto audace
6. La sposa occidentale
7. Mi riposa
8. I ritorni
9. Alcune noncuranze
10. Campati in aria
11. Cosa succederà alla ragazza
12. Tutte le pompe
13. Ecco i negozi

CD 3
1. La metro eccetera
2. I sacchi della posta
3. Però il rinoceronte
4. Così gli dei sarebbero
5. Cosa farà di nuovo
6. Almeno l'inizio
7. Hegel
8. Tubinga
9. La bellezza riunita
10. La moda nel respiro
11. Stanze come questa
12. Estetica
13. La voce del viso

## Formazione
- Lucio Battisti - voce, chitarra
- Greg Walsh - batteria
- Ray Russel - chitarra
- Robin Smith - pianoforte, tastiera, chitarra
- Andy Pask - contrabbasso
- Gavyn Wright - violino, direzione orchestra
- Guy Barker - tromba
- Phil Todd - sassofono
- Skaila Kanga - arpa
- Ted Hunter - corno
- Mitch Dalton - chitarra acustica
- Andy Duncan - batteria, percussioni
- Paul Stacey - chitarra elettrica
- Joe Skeete - basso
- John Young - tastiera
- Derek Watkins - tromba
- Spike Edney - chitarra
- Lyndon Connah - tastiera, chitarra